# An Answer Can Be Found
An Answer Can Be Found è il terzo album in studio del gruppo alternative metal statunitense CKY, pubblicato nel 2005.

## Tracce
1. Suddenly Tragic – 4:54
2. The Way You Lived – 3:50
3. Dressed in Decay – 3:15
4. Familiar Realm – 3:55
5. All Power to Slaves – 3:28
6. Tripled Manic State – 3:23
7. Behind the Screams – 1:34
8. Deceit Is Striking Gold – 2:59
9. As the Tables Turn – 4:08
10. Sniped – 3:17
11. Don't Hold Your Breath – 4:02

## Formazione
Gruppo
- Deron Miller – voce, chitarra, basso
- Chad I. Ginsburg – chitarra, basso, voce
- Jess Margera – batteria

Collaboratori
- Jena Kraus – cori in The Way You Lived